# Хмеловский, Пётр
Пётр Хмеловский (пол. Piotr Chmielowski; 9 февраля 1848, Подольская губерния, Российская империя — 22 февраля 1904, Львов, Австро-Венгрия) — польский писатель, историк литературы, критик, переводчик, педагог, профессор Львовского университета, доктор наук. Редактор.
Член-корреспондент (с 1893), действительный член Польской академии знаний (с 1902).

## Биография
Родился в селе Завадинцы на Волыни (ныне Городокский район Хмельницкой области Украины) 9 февраля 1848 года в семье помещика.
В 1860—1866 годах учился в 1-й филологической Варшавской гимназии (с 1862 г. — Варшавская реальная гимназия), затем изучал филологию и философию в Варшавской Главной школе, которая в 1869 году была преобразована в Императорский Варшавский университет. Окончив в 1870 году университет в Варшаве, продолжил образование в университете Лейпцига, где в 1874 году стал доктором наук (диссертация «Die organischen Bedingungen der Enstehung des Willens»)
В 1874—1898 гг. преподавал польский язык в гимназиях Варшавы. Сотрудничал с печатными изданиями — «Przegląd Tygodniowy» (1867—1872), «Biblioteka Warszawska» (1870—1874), «Opiekun Domowy» (1872—1876), «Pamiętnik Towarzystwa Literackiego im. A. Mickiewicza», «Нива», «Przegląd Pedagogiczny», «Семья и школа», «Poradnik dla Dorosłych», «Encyklopedia Wychowawcza», «Biblioteka Arcydzieł Literatury Polskiej i Obcej». В 1882—1900 гг. редактировал ежемесячник «Ateneum».
За статьи патриотического содержания несколько раз арестовывался царскими властями и находился в заключении в Александровской цитадели.
В 1882 году занял кафедру польской литературы в Варшавском университете. Из-за болезни лёгких с 1898 жил в Закопане. В 1903 году — адъюнкт-профессор Львовского университета и заведующий кафедрой истории польской литературы.
Умер 22 апреля 1904 года. Похоронен на Лычаковском кладбище во Львове

## Научно-литературная деятельность

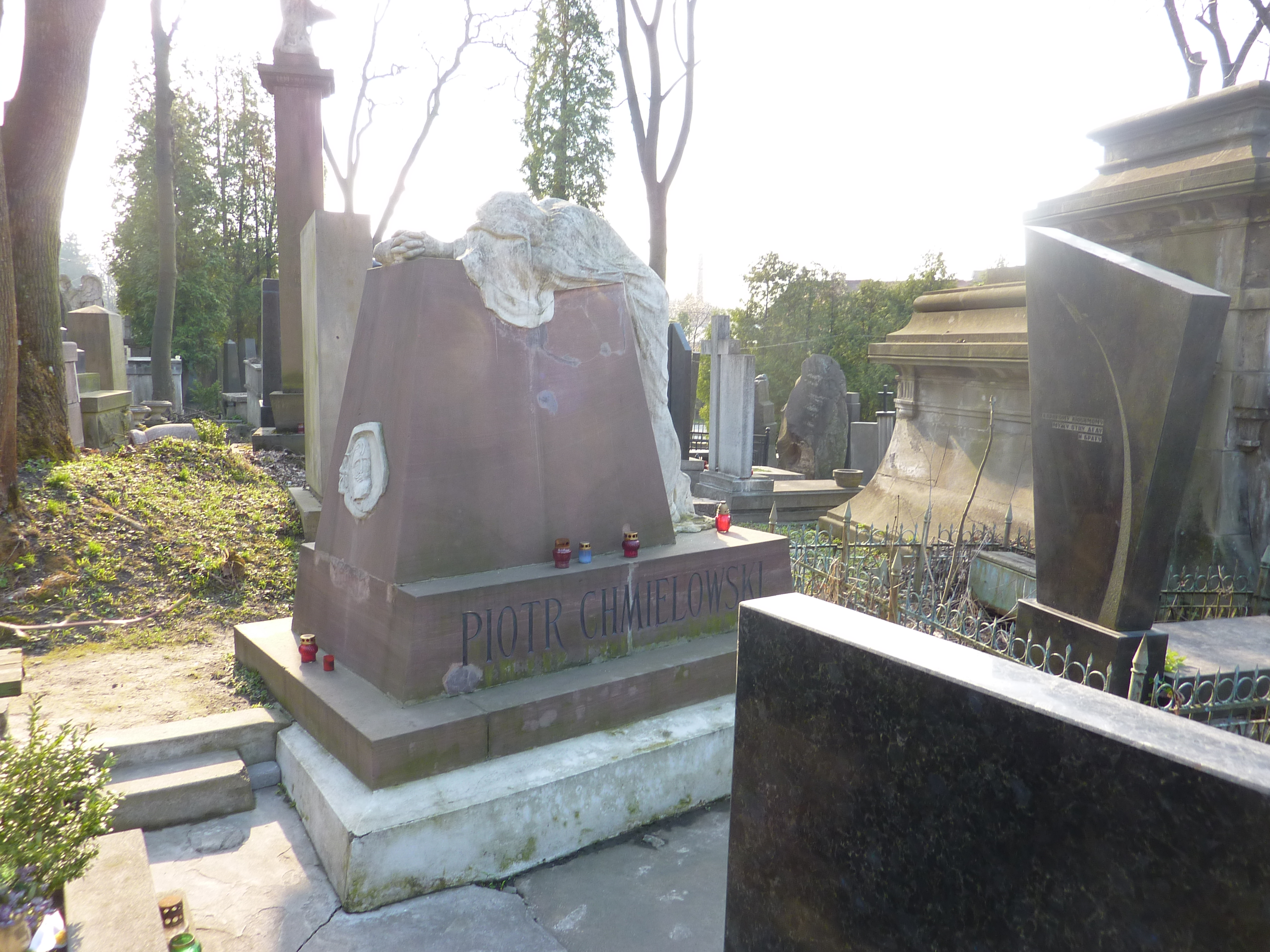
Памятник на могиле П. Хмеловского на Лычаковском кладбище во Львове

Особое внимание уделял польской литературе периода романтизма и позитивизма; много внимания посвящал вопросам педагогики, истории образования и философии, литературной критике. Основываясь на идеях Ипполита Тэна, создал научное обоснование методов исследования истории литературы.
Ввёл в литературную критику понятие оценки критики, которая должна быть согласована с общественными интересами, результатами исследований и общепринятыми требованиями эстетики. Разработал систему обучения на основе самообразования.
Пропагандировал тенденциозно-морализаторскую и утилитарную литературу, поддерживал литературный реализм, отрицал модернистские направления в литературе и искусстве, хотя признавал достоинства творчества С. Выспяньского и Г. Жмиховской.
Занимался переводами на польский язык произведений Гёте и Канта. Подготовил историческую 4-томную работу «Złota przędza poetów i prozaików polskich» (1884—1887).
Среди важнейших его трудов сборники и отдельные литературно-критические статьи о А. Мицкевиче, М. Конопницкой,Ю. Крашевском, Ж. Ж. Руссо, В. Ржевусском, Г. Сенкевиче, Т. Чацком и других, «История новейшей польской литературы» (3-е издание, 1903).